# 卓仁禧
卓仁禧（1931年2月12日—2019年8月6日），男，福建厦门人，中国高分子化学家，武汉大学教授，曾任该校化学系主任。

## 生平
1953年毕业于复旦大学。1997年当选为中国科学院院士。
2019年8月6日，卓仁禧因病医治无效在武汉逝世，享年89岁。